# Tjapsåive
Tjapsåive är ett naturreservat i Arvidsjaurs kommun i Norrbottens län.
Området är naturskyddat sedan 2009 och är 1,9 kvadratkilometer stort. Reservatet omfattar en sydostsluttning av berget med detta namn. Reservatet består av tallskog, granurskog och barrblandskog. 